# Colliers Wood
Colliers Wood - stacja metra londyńskiego położona w dzielnicy Merton. Została otwarta w 1926. Projektantem stacji był Charles Holden. Zatrzymują się na niej pociągi Northern Line. Obecnie korzysta z niej ok. 5,2 mln pasażerów rocznie. Należy do trzeciej strefy biletowej.